# Serie A2 2015-2016 (pallacanestro femminile)
Il campionato di Serie A2 di pallacanestro femminile 2015-2016 è stato il trentaseiesimo organizzato in Italia.

## Regolamento
Rispetto alla stagione precedente il numero delle società è passato da 26 a 28. Dalla Serie A1 la Virtus Basket Spezia è stata estromessa per abbandono a metà campionato. Mentre la Società Ginnastica Triestina, retrocessa dalla Serie A1, pur avendone diritto, ha rinunciato all'iscrizione.
Secondo le Disposizioni Organizzative Annuali le 28 squadre partecipanti sono suddivise in due gironi da 14 squadre su base geografica. Viene disputata una Prima Fase con incontri di andata e ritorno.
Al termine della Prima Fase, le prime 8 squadre classificate di ogni girone sono ammesse ai Play Off promozione, che decretano le due promozioni in Serie A1. Ogni turno di Play Off è al meglio delle 3 gare.
Le squadre classificate dal 10º al 13º posto di ogni girone sono ammesse ai Play Out che decretano due retrocessioni in Serie B.
Le squadre classificate al 14º (ed ultimo) posto di ogni girone retrocedono direttamente in Serie B.

## Prima fase

### Girone A

#### Classifica
|  |     | Classifica                      | Pt | G  | V  | P  | PtF  | PtS  | Dif  |
|  | --- | ------------------------------- | -- | -- | -- | -- | ---- | ---- | ---- |
|  | 1.  | OMC Cignoli Broni               | 52 | 26 | 26 | 0  | 1039 | 831  | +208 |
|  | 2.  | Tec-Mar Crema                   | 44 | 26 | 22 | 4  | 853  | 816  | +37  |
|  | 3.  | Velco Vicenza                   | 36 | 26 | 18 | 8  | 854  | 912  | -58  |
|  | 4.  | Il Ponte Casa d'Aste Milano     | 36 | 26 | 18 | 8  | 967  | 794  | +173 |
|  | 5.  | Rittmeyer Marghera              | 26 | 26 | 13 | 13 | 797  | 886  | -89  |
|  | 6.  | Sistema Rosa Pordenone          | 26 | 26 | 13 | 13 | 890  | 820  | +70  |
|  | 7.  | Ecodent Alpo                    | 26 | 26 | 13 | 13 | 896  | 971  | -75  |
|  | 8.  | Fassi Albino                    | 24 | 26 | 12 | 14 | 896  | 971  | -75  |
|  | 9.  | B&P Costa Masnaga               | 22 | 26 | 11 | 15 | 896  | 971  | -75  |
|  | 10. | Basket San Salvatore Selargius  | 22 | 26 | 11 | 15 | 896  | 971  | -75  |
|  | 11. | Castel Carugate                 | 18 | 26 | 9  | 17 | 896  | 971  | -75  |
|  | 12. | Basket Club Castelnuovo Scrivia | 12 | 26 | 6  | 20 | 896  | 971  | -75  |
|  | 13. | Virtus Cagliari                 | 10 | 26 | 5  | 21 | 813  | 1079 | -266 |
|  | 14. | Itas Aew Bolzano                | 10 | 26 | 5  | 21 | 896  | 971  | -75  |

#### Risultati
| Risultati                       | ALP   | BOL   | BRO   | CAR   | CAS   | COS   | CRE   | FAS   | MAR   | MIL   | POR   | SSS   | VIC   | VCA   |
| ------------------------------- | ----- | ----- | ----- | ----- | ----- | ----- | ----- | ----- | ----- | ----- | ----- | ----- | ----- | ----- |
| Ecodent Alpo                    |       | 55-59 | 43-68 | 55-50 | 64-58 | 61-92 | 69-66 | 73-46 | 58-69 | 69-80 | 65-68 | 89-66 | 55-67 | 59-69 |
| Itas Aew Bolzano                | 53-74 |       | 44-82 | 62-69 | 48-72 | 72-69 | 42-73 | 35-63 | 47-79 | 67-61 | 52-59 | 72-58 | 36-46 | 75-60 |
| OMC Cignoli Broni               | 59-42 | 83-48 |       | 69-46 | 87-36 | 71-57 | 63-53 | 76-27 | 78-73 | 84-52 | 72-45 | 68-53 | 73-50 | 53-51 |
| Castel Carugate                 | 51-75 | 72-60 | 60-71 |       | 68-54 | 58-67 | 62-72 | 59-74 | 60-68 | 53-58 | 70-76 | 69-83 | 46-44 | 56-45 |
| Basket Club Castelnuovo Scrivia | 48-64 | 52-46 | 43-70 | 49-71 |       | 78-68 | 43-68 | 46-66 | 53-59 | 41-55 | 60-65 | 63-51 | 50-57 | 47-60 |
| B&P Costa Masnaga               | 43-68 | 81-60 | 72-81 | 70-62 | 65-68 |       | 53-64 | 53-63 | 62-64 | 57-62 | 59-65 | 83-68 | 56-58 | 72-40 |
| Tec-Mar Crema                   | 66-52 | 76-48 | 45-50 | 64-50 | 63-57 | 60-66 |       | 73-68 | 74-60 | 67-49 | 76-52 | 56-52 | 57-50 | 70-59 |
| Fassi Albino                    | 47-50 | 52-48 | 46-77 | 51-60 | 72-62 | 48-60 | 36-56 |       | 47-61 | 62-55 | 70-63 | 64-57 | 63-50 | 71-60 |
| Rittmeyer Marghera              | 65-53 | 74-69 | 48-66 | 70-60 | 78-60 | 75-57 | 61-68 | 61-69 |       | 60-64 | 71-61 | 64-68 | 51-59 | 70-52 |
| Il Ponte Casa d'Aste Milano     | 74-59 | 66-44 | 57-66 | 66-54 | 64-60 | 75-77 | 53-66 | 48-42 | 64-63 |       | 65-56 | 58-52 | 58-55 | 57-56 |
| Sistema Rosa Pordenone          | 53-66 | 77-46 | 62-80 | 73-56 | 71-63 | 56-65 | 71-77 | 55-53 | 83-60 | 47-57 |       | 55-64 | 63-57 | 83-64 |
| Basket San Salvatore Selargius  | 49-67 | 57-55 | 53-83 | 56-69 | 73-37 | 64-61 | 49-67 | 59-55 | 70-62 | 63-67 | 79-72 |       | 36-69 | 55-50 |
| Velco Vicenza                   | 70-46 | 79-42 | 46-62 | 56-30 | 79-40 | 56-48 | 60-64 | 52-40 | 69-44 | 64-34 | 66-53 | 62-32 |       | 64-41 |
| Virtus Cagliari                 | 43-74 | 61-44 | 64-77 | 57-60 | 51-59 | 62-72 | 58-71 | 57-50 | 64-57 | 52-57 | 55-64 | 64-75 | 56-61 |       |

### Girone B

#### Classifica
|  |     | Classifica                       | Pt | G  | V  | P  | PtF  | PtS  | Dif  |
|  | --- | -------------------------------- | -- | -- | -- | -- | ---- | ---- | ---- |
|  | 1.  | Carispezia La Spezia             | 50 | 26 | 25 | 1  | 1105 | 846  | +259 |
|  | 2.  | PFF Group Ferrara                | 44 | 26 | 22 | 4  | 952  | 837  | +115 |
|  | 3.  | Alfagomma Castel San Pietro      | 34 | 26 | 17 | 9  | 975  | 943  | +32  |
|  | 4.  | Matteiplast Bologna              | 32 | 26 | 16 | 10 | 944  | 883  | +61  |
|  | 5.  | Maddalena Vision Palermo         | 30 | 26 | 15 | 11 | 644  | 956  | -312 |
|  | 6.  | CMO Castellammare di Stabia      | 28 | 26 | 14 | 12 | 644  | 956  | -312 |
|  | 7.  | Scotti USE Rosa Empoli           | 26 | 26 | 13 | 13 | 644  | 956  | -312 |
|  | 8.  | Le Farine Magiche Ariano Irpino  | 26 | 26 | 13 | 13 | 993  | 1024 | -31  |
|  | 9.  | Defensor Viterbo                 | 22 | 26 | 11 | 15 | 847  | 1057 | -210 |
|  | 10. | INFA Civitanova Marche           | 22 | 26 | 11 | 15 | 644  | 956  | -312 |
|  | 11. | Pallacanestro Viareggio          | 22 | 26 | 11 | 15 | 885  | 1098 | -213 |
|  | 12. | Basket Girls Ancona              | 10 | 26 | 5  | 21 | 644  | 956  | -312 |
|  | 13. | Carpedil Salerno                 | 10 | 26 | 5  | 21 | 644  | 956  | -312 |
|  | 14. | Guarnieri Tour Operator Brindisi | 8  | 26 | 4  | 22 | 644  | 956  | -312 |

#### Risultati
| Risultati                        | ARI   | ANC   | BRI   | CSP   | CDS   | CIV   | LSP   | PFV   | FER   | PAL   | PBO   | SAL   | UEM   | VIT   |
| -------------------------------- | ----- | ----- | ----- | ----- | ----- | ----- | ----- | ----- | ----- | ----- | ----- | ----- | ----- | ----- |
| Le Farine Magiche Ariano Irpino  |       | 69-48 | 54-46 | 63-66 | 66-61 | 63-58 | 43-63 | 54-50 | 60-78 | 39-53 | 63-46 | 60-34 | 41-51 | 76-51 |
| Basket Girls Ancona              | 71-60 |       | 68-71 | 59-64 | 52-57 | 40-53 | 40-76 | 42-74 | 41-60 | 25-71 | 46-58 | 70-75 | 64-52 | 44-58 |
| Guarnieri Tour Operator Brindisi | 53-62 | 65-80 |       | 51-65 | 50-51 | 49-59 | 51-73 | 67-77 | 42-74 | 66-62 | 49-62 | 56-55 | 47-63 | 52-46 |
| Alfagomma Castel San Pietro      | 41-55 | 72-42 | 69-40 |       | 68-54 | 56-62 | 89-96 | 66-54 | 58-60 | 57-64 | 40-23 | 57-45 | 53-42 | 58-49 |
| CMO Castellammare di Stabia      | 68-51 | 63-68 | 64-35 | 44-54 |       | 64-53 | 56-80 | 59-66 | 59-53 | 39-42 | 47-40 | 54-38 | 60-58 | 70-64 |
| INFA Civitanova Marche           | 66-60 | 73-50 | 55-44 | 52-68 | 79-73 |       | 67-87 | 60-41 | 61-73 | 63-47 | 70-76 | 87-46 | 52-67 | 81-56 |
| Carispezia La Spezia             | 57-37 | 71-44 | 75-29 | 59-53 | 66-74 | 77-52 |       | 79-59 | 73-63 | 66-63 | 75-48 | 92-30 | 71-55 | 72-48 |
| Pallacanestro Viareggio          | 69-58 | 61-47 | 56-37 | 54-60 | 35-64 | 89-77 | 55-73 |       | 42-48 | 68-59 | 63-43 | 95-39 | 53-63 | 50-60 |
| PFF Group Ferrara                | 52-54 | 74-43 | 81-50 | 74-69 | 76-40 | 79-49 | 55-61 | 77-64 |       | 77-62 | 58-52 | 71-61 | 69-63 | 79-47 |
| Maddalena Vision Palermo         | 46-57 | 83-50 | 92-43 | 55-64 | 51-49 | 68-56 | 56-68 | 64-56 | 47-63 |       | 65-56 | 83-33 | 67-59 | 67-42 |
| Matteiplast Bologna              | 66-54 | 59-49 | 55-46 | 68-57 | 63-61 | 71-62 | 55-70 | 60-39 | 50-66 | 56-45 |       | 81-34 | 69-56 | 59-43 |
| Carpedil Salerno                 | 33-64 | 55-63 | 51-48 | 40-75 | 42-66 | 83-67 | 50-82 | 61-36 | 37-63 | 41-68 | 59-71 |       | 70-49 | 47-74 |
| Scotti USE Rosa Empoli           | 65-60 | 63-59 | 82-52 | 55-45 | 77-69 | 58-55 | 56-78 | 67-72 | 58-61 | 59-76 | 52-51 | 81-43 |       | 55-61 |
| Defensor Viterbo                 | 72-61 | 61-42 | 81-64 | 52-59 | 58-64 | 65-50 | 58-59 | 64-60 | 52-78 | 57-54 | 55-66 | 57-55 | 64-70 |       |

## Seconda fase

### Play Off Promozione

#### Quarti di finale
Date: 17, 21, 24 aprile 2016
| Squadra 1                   | Totale | Squadra 2                       | Gara 1 | Gara 2 | Gara 3 |
| --------------------------- | ------ | ------------------------------- | ------ | ------ | ------ |
| OMC Cignoli Broni           | 2-0    | Fassi Albino                    | 73-43  | 67-50  |        |
| Il Ponte Casa d'Aste Milano | 2-0    | Rittmeyer Marghera              | 62-51  | 61-58  |        |
| Tec-Mar Crema               | 2-0    | Ecodent Alpo                    | 72-50  | 75-67  |        |
| Velco Vicenza               | 2-0    | Sistema Rosa Pordenone          | 49-48  | 65-42  |        |
| Carispezia La Spezia        | 2-0    | Le Farine Magiche Ariano Irpino | 68-37  | 66-50  |        |
| Matteiplast Bologna         | 2-1    | Maddalena Vision Palermo        | 60-48  | 34-72  | 53-52  |
| PFF Group Ferrara           | 2-0    | Scotti USE Rosa Empoli          | 81-52  | 63-53  |        |
| Alfagomma Castel San Pietro | 2-1    | CMO Castellammare di Stabia     | 74-58  | 56-75  | 67-51  |

#### Semifinali
Date: 1, 5, 8 maggio 2016
| Squadra 1            | Totale | Squadra 2                   | Gara 1 | Gara 2 | Gara 3 |
| -------------------- | ------ | --------------------------- | ------ | ------ | ------ |
| OMC Cignoli Broni    | 2-0    | Il Ponte Casa d'Aste Milano | 63-52  | 67-51  |        |
| Tec-Mar Crema        | 2-0    | Velco Vicenza               | 62-50  | 61-56  |        |
| PFF Group Ferrara    | 1-2    | Alfagomma Castel San Pietro | 69-72  | 56-52  | 53-66  |
| Carispezia La Spezia | 2-0    | Matteiplast Bologna         | 64-61  | 67-48  |        |

#### Finali
Date: 15, 19, 22 maggio 2016
| Squadra 1            | Totale | Squadra 2                   | Gara 1 | Gara 2 | Gara 3 |
| -------------------- | ------ | --------------------------- | ------ | ------ | ------ |
| OMC Cignoli Broni    | 2-0    | Alfagomma Castel San Pietro | 69-56  | 78-69  |        |
| Carispezia La Spezia | 2-1    | Tec-Mar Crema               | 50-52  | 67-63  | 58-49  |

### Play Out Retrocessione

#### Primo Turno
Date: 17, 21, 24 aprile 2016
| Squadra 1                      | Totale | Squadra 2                       | Gara 1 | Gara 2 | Gara 3 |
| ------------------------------ | ------ | ------------------------------- | ------ | ------ | ------ |
| Basket San Salvatore Selargius | 0-2    | Virtus Cagliari                 | 53-58  | 52-75  |        |
| Castel Carugate                | 0-2    | Basket Club Castelnuovo Scrivia | 54-60  | 42-51  |        |
| INFA Civitanova Marche         | 2-0    | Carpedil Salerno                | 76-50  | 80-60  |        |
| Pallacanestro Viareggio        | 2-1    | Basket Girls Ancona             | 66-65  | 54-78  | 70-60  |

#### Secondo Turno
Date: 30 aprile, 4, 7 maggio 2016
| Squadra 1                      | Totale | Squadra 2           | Gara 1 | Gara 2 | Gara 3 |
| ------------------------------ | ------ | ------------------- | ------ | ------ | ------ |
| Basket San Salvatore Selargius | 2-0    | Carpedil Salerno    | 71-55  | 70-57  |        |
| Castel Carugate                | 2-0    | Basket Girls Ancona | 77-56  | 74-70  |        |

## Verdetti
- Promosse in Serie A1: Pallacanestro Broni 93 e Cestistica Spezzina.
- Retrocesse in Serie B: Basket Club Bolzano (poi ripescato), Intrepida Basket Brindisi e, dopo i playout, Basket Girls Ancona e Salerno Basket 92 (poi ripescato).
- Non ammesse alla stagione successiva: Pallacanestro Viareggio, Alfagomma Castel San Pietro e Basket Ariano Irpino.
- Vincitrice Coppa Italia di Serie A2: Pallacanestro Broni 93.